# Sgt. Kirk
Il Sergente Kirk, El Sargento Kirk o Sgt. Kirk è un personaggio immaginario protagonista di una omonima serie a fumetti di genere western sceneggiato dall'argentino Héctor Germán Oesterheld e disegnato dall'italiano Hugo Pratt.

## Storia editoriale
La serie, originariamente creata in Argentina durante la cosiddetta "epoca d'oro del fumetto argentino", fu pubblicata nel n. 225 del settimanale a fumetti Misterix il 9 gennaio 1953. Il Sargento Kirk ha proseguito la sua pubblicazione fino al n. 475 del 20 dicembre 1957, quando Oesterheld fondò una sua casa editrice, Ediciones Frontera. La pubblicazione proseguì fino al 1961 sulle riviste Frontera Extra e Hora Cero Suplemento Semanal disegnata di Pratt, Jorge Moliterni, Horacio Porreca e Gisela Dexter. Nel 1973, la serie venne ripresa nella rivista Billiken con disegni da Gustavo Trigo.
In Italia gli venne intitolata una rivista di fumetti, Sgt. Kirk, edita dal 1967 da Florenzo Ivaldi. La serie a fumetti venne anche pubblicata su Rin Tin Tin & Sgt. Kirk, edita dall'Editrice Cenisio negli anni settanta..
Dal 2009 Rizzoli Lizard ha pubblicato cinque volumi rilegati contenenti le storie del personaggio disegnate da Hugo Pratt.

## Personaggio
Il sergente Kirk è un ex soldato della guerra civile americana che dopo la fine della guerra va a servire l'esercito nel selvaggio West. Costretto a partecipare a un massacro di nativi americani da parte dell'esercito degli Stati Uniti, Kirk sceglie di difendere gli indiani. Un uomo essenzialmente nobile, Kirk tratta anche i suoi nemici con tolleranza e umanità. Tra i compagni di Kirk che appaiono nella serie ci sono "El Corto", il Dr. Forbes e il ragazzo indiano, Maha.